# Ommatius lema
Ommatius lema là một loài ruồi trong họ Asilidae. Ommatius lema được Walker miêu tả năm 1849. Loài này phân bố ở miền Australasia.